# Robert Skov
Robert Skov, född 20 maj 1996 i Marbella, Spanien, är en dansk fotbollsspelare som spelar för TSG 1899 Hoffenheim i Bundesliga.

## Karriär
Skov debuterade för Silkeborg IF i Superligaen den 16 maj 2013 i en 1–1-match mot FC Midtjylland, där han blev inbytt i den 81:a minuten mot Jeppe Illum.
I januari 2018 värvades Skov av FC Köpenhamn, där han skrev på ett 4,5-årskontrakt.